# Одзора
Одзора (яп. 大空町 О:дзора-тё:) — посёлок в Японии, находящийся в уезде Абасири округа Охотск губернаторства Хоккайдо. Площадь посёлка составляет 343,62 км², население — 7763 человека (30 июня 2014), плотность населения — 22,59 чел./км².

## Географическое положение
Посёлок расположен на острове Хоккайдо в губернаторстве Хоккайдо. С ним граничат города Абасири, Китами и посёлки Бихоро, Косимидзу.

## Население
Население посёлка составляет 7763 человека (30 июня 2014), а плотность — 22,59 чел./км². Изменение численности населения с 1980 по 2005 годы:
| 1980 | 9565 чел. |  |
| 1985 | 9429 чел. |  |
| 1990 | 9238 чел. |  |
| 1995 | 8992 чел. |  |
| 2000 | 8946 чел. |  |
| 2005 | 8392 чел. |  |

## Символика
Деревом посёлка считается Sorbus commixta, цветком — Phlox subulata.